# 月黑風高殺人夜
《月黑風高殺人夜》（英語：In the Heat of the Night）是一部1967年诺曼·杰威森导演的推理电影，改编自約翰·波爾（John Ball）所写的1965年同名小说。薛尼·鮑迪、罗德·斯泰格尔、華倫·奥茲、李·格兰特主演。影片获得了第40届奥斯卡奖最佳影片、男主角、改编剧本、最佳剪辑和最佳音效5个奖項。
本片后来有两部续集：1970年的 They Call Me MISTER Tibbs!，以及1971年的 The Organization。1988年又有同名电视剧。

## 剧情
剧情跟黑人受到种族歧视有关。故事发生在1960年代密西西比州的一个小镇，来当地投资的一个白人老板被杀，而黑人刑事侦察专家維吉·提布斯（Virgil Tibbs，薛尼·鮑迪飾）却被警察误认为是嫌疑犯。后来误解消除后，提布斯帮助警察抓到了凶手。
巡警Sam Wood向生意清淡的小吃店老闆敲竹槓未成後，駕警車巡邏全市，刻意繞到一名女暴露狂的住家附近待了很久，以飽眼福。其後在路上發現一具屍體，向上呈報後發現死者是將於當地投資設廠的大企業家。由於當事人身份非同小可，警長命他四處巡查以發現可疑。
他在火車站內發現一名衣冠楚楚正在等車的黑人，胡亂搜身後發覺他身懷鉅款，以為可疑，便將人帶回警局。警長輕蔑的訊問一番後，發覺這名黑人竟是來自費城的警官維吉·提布斯（Virgil Tibbs，薛尼·鮑迪飾），身上的錢是其薪資。提布斯要求警長打電話給他在費城的長官證實其身份後放人。電話那頭的長官證明了提布斯所言不虛，並對警長聲稱這名屬下是首屈一指的刑事偵察專家，且要求提布斯留在當地協助。鑑於所受的連串待遇，提布斯並不情願幫忙。警長也為了面子而不希望外人插手，但還是強留提布斯協助驗屍，因為當地警方對命案毫無頭緒。
雖然地方法醫顢頇，設備缺乏，助手又對他不友善，提布斯還是由屍僵程度判斷出原先宣佈的死亡時間並不準確，並採集微物證據送交聯調局檢驗。
地方警察抓到一名有前科的小偷，在他身上搜出死者的皮夾。小偷稱皮夾是他從屍體旁偷的。但警方認為是託詞，以為證據確鑿，大案已破，也用不著看由聯調局送回來的檢驗結果。提布斯發覺慣用左手的小偷身上的痕跡與命案現場不符，而且屍體顯示凶手慣用右手，所以警方抓錯人了。
死者夫人恰於警局鬧著要見丈夫。沒見過這種場面的鄉下警察不知如何應對，唯提布斯以專業態度告知噩耗並安撫其情緒。夫人眼見警方在提布斯提出有力反證後仍執意將小偷當成真凶，憤然離去。
警長無法接受提布斯的說法，要求把檢驗報告留下。提布斯不允，打算帶著報告回費城。警長情急之下以藏匿證據為由將他拘留於警局中，恰與小偷同一牢房。
小偷雖然不喜黑人，但提布斯發揮偵訊技巧，以鄉土語言和犯人拉近距離。套問出小偷的前科其實是被女暴露狂所引誘，而他在案發時間有堅實的不在場證明。
次日，平靜下來的警長釋放了提布斯，讓他照原訂行程回去。警長雖與提布斯鬧意氣，但心知對方有理有據，滿心不情願的吩咐手下將檢控小偷的罪名由殺人改為竊盜。
死者夫人找上市長，要求讓她所見的專業黑人警官參與調查，以明真相。警長雖感猶豫，但市長稱，即使由外地警官破案，功勞仍歸在地警察所有。而若調查不出頭緒，則提出要求的是死者家屬，也沒警方的事。警長只好拉下臉來，到火車站軟硬兼施又激又勸的把提布斯找回來。
提布斯造訪死者家屬，並在其座車上尋找微物證據，判斷死者曾拜訪過當地的土財主，而發現屍體的地方不是第一現場。由於死者所投資的工廠將為黑人帶來工作機會，與蓄養黑奴採棉花的土財主生嫌隙。與警長同訪土財主的提布斯因訊問時步步進逼而惹怒人，起了肢體衝突。警長在場目擊，雖知孰是孰非，也只能兩不相幫。
得知地方有力人士被黑人惹怒的市長要求警長把提布斯送走。提布斯查案時遭當地白人混混包圍意欲不利，幸警長趕來強行驅散混混們，並要求提布斯儘快離城。提布斯卻坐上Sam Wood的巡邏車，要求他照日常巡邏路線走一遍。他們照舊去看小吃店，提布斯卻發覺小警察少走了一段路，因為他不想被長官知道故意繞到女暴露狂住宅外之事。
警長受此啟發，調查Sam Wood的銀行帳戶，發覺有不明現金，儘管對方聲稱是中獎所得。此時女暴露狂的哥哥氣沖沖的帶著妹妹到警局興師問罪，因為Sam Wood讓他妹妹懷孕了，又聲稱要找錢幫她打胎。於是警長再一次認為自己找到為錢殺人的真凶，且證據確鑿，儘管提布斯還認為是土財主動的手。
提布斯找上還關在警局裡的小偷，問出城裡秘密墮胎的地點，並達成交易：提布斯助他保釋，小偷則負責聯絡為人打胎的密醫。警長急著找提布斯叫他快走，卻在工廠預定地發現人還在探查。提布斯認為，根據微物證據的檢驗結果，這裡就是第一現場。警長以命案已破為由命提布斯馬上離開，但提布斯要求待到次日早上。渾不知白人混混糾集更多人手打算對付他。
提布斯經由線報，找上為人打胎的黑人婦女，以同為黑人之誼問出光顧她秘密生意的人。他在屋外遭白人混混們包圍，女暴露狂的哥哥也在其中，打算對付力主Sam Wood無辜的黑人警官。提布斯說出，讓女暴露狂懷孕的其實是小吃店老闆。她們兩人正混在人群中要一起對付提布斯。哥哥怒氣沖天的在老闆身上搜出了用來墮胎的大筆現金，再加上妹妹的態度，得知真相，與老闆扭打在一起，意外中槍。
多背了一條人命的老闆在警局自白，因為缺錢給小女友拿去打胎，本來是去工廠預定地找企業家借錢並找工作，一時起心動念殺人越貨後找地方棄屍故佈疑陣。
全案告破，提布斯終能圓滿告別此地。警長到火車站送行。兩人一笑泯恩仇，轉而惺惺相惜。

## 角色
- Sidney Poitier - Detective Virgil Tibbs
- Rod Steiger - Police Chief Bill Gillespie
- Warren Oates - Sergeant (Patrolman) Sam Wood
- Lee Grant - Mrs. Leslie Colbert
- Larry Gates - Eric Endicott
- James Patterson - Lloyd Purdy (Delores' brother)
- William Schallert - Mayor Webb Schubert
- Beah Richards - Mama Caleba (aka Mrs. Bellamy)
- Peter Whitney - CPL. George Courtney
- Kermit Murdock - H.E. Henderson (banker)
- Larry D. Mann - Watkins
- Quentin Dean - Delores Purdy
- Anthony James - Ralph Henshaw (diner counterman)
- Arthur Malet - Ted Ulam (mortician)
- Scott Wilson - Harvey Oberst (murder suspect)
- Matt Clark - Packy Harrison
- Eldon Quick - Charlie Hawthorne (photographer)
- Jester Hairston - Henry (Endicott's butler)

## 奖项荣誉
影片获得奥斯卡7项提名，赢得5个奖:

### 奥斯卡奖
- 最佳影片
- 最佳改编剧本 – Stirling Silliphant
- 最佳男主角 – Rod Steiger
- 最佳剪辑 – Hal Ashby
- 最佳音效 – Samuel Goldwyn Studios

### 奥斯卡提名
- 最佳导演 - Norman Jewison
- 最佳音效剪辑 - James Richard

### 其他奖
- 金球奖最佳剧情片、最佳男主角、最佳编剧
- 英国电影学院奖最佳男主角Rod Steiger
- 2002年被国会图书馆典藏